# Zonder titel (Jan Wolkers)
Voor de gevel van het gebouw van de Plesmanlaan 125 staat een titelloos kunstwerk.
Het werk dateert uit 1959 en werd gemaakt voor het gebouw van het Centraal Laboratorium van de Bloedtransfusiedienst in Slotervaart, Amsterdam. 
Op de grond nabij de ingang staat een beeld van Jan Wolkers. Het is een bukkende vrouw, die een kind vasthoudt. Volgens Kunstwacht Amsterdam stond de toenmalige vrouw van Jan Wolkers Annemarie Nauta model voor de vrouw; ze zou later ook model staan voor Olga uit Wolkers’ roman Turks fruit.
Aan de genoemde vleugel staat een eveneens titelloos werk van Piet Donk uit 1959.